# Арктика
Арктика (на гръцки: ἄρκτος, мечка) е северната полярна област на Земята, включваща краищата на материците Евразия и Северна Америка, почти целия Северен ледовит океан с островите (освен крайбрежните острови на Норвегия), а така също и прилежащите части на Атлантическия и Тихия океан. Южната граница на Арктика съвпада със северната граница на тундрата.
Площ около 27 млн. кв. км. Понякога ограничават Арктика от юг със Северния полярен кръг (66° 33′ с. ш.), като в този случай нейната площ е 21 млн. кв. км. Площта на моретата и океаните е 14,8 млн. кв. км, а максималната дълбочина е 5571 м.

## История
От края на XV век мореплавателите търсят нов път от Европа на Изток. Много от тези мореплаватели със своите експедиции се опитвали да заобиколят Америка от север – през, както го наричали, Северозападния морски път. На повърхността на водата обаче има дебел слой лед, който е сериозна пречка и спирал експедициите. Така до XIX век било голям проблем изследването на тези неприветливи територии. Всяка страна се стремяла да е преди другите конкуренти и пращала експедиции, които обаче били коя от коя по-неуспешни. Така първият по-сериозен „поход“на север се осъществява едва през двадесетте години на XIX век.

### История в години
- 1827 – Уилям Едуард Пари поставя рекорд, като се доближава на 900 km от полюса. Този рекорд остава ненадминат 50 години.
- 1828 – Джон Рос открива Северния магнитен полюс.
- 1845 – Британецът Джон Франклин поема на експедиция към Арктика в търсене на Северния полюс, но изчезва безследно. Търсенето му продължава 15 години без резултат.
- 1893 – 1896 – норвежецът Фритьоф Нансен се доближава на 320 km от Северния полюс на специален кораб.
- 6 април 1909 – американецът Робърт Пири става първият човек, достигнал Северния полюс.

## Климат
Климатът е полярен. Дълги и сурови зими с температури, до -40 °C. Лятото е хладно с температури  до 10 °C, много рядко, 14 °C.

## Икономика
Основните развити отрасли в Арктика са от първичния сектор: риболов, лов, рудодобив, скотовъдство на северни елени, въгледобив и дърводобив.

## Местно население
Въпреки суровия климат живеят саами, якути, ненци, коми, чукчи и ескимоси.

## Организмов свят
Растителността е бедна, представена основно от лишеи и мъхове, и по-рядко дребна тревиста растителност. Дървета и храсти има в по южните части на Арктика. 
Характерни животни са бяла мечка, северен елен, полярна лисица, бяла яребица, врана и врабче.
- Бяла мечка
- елен
- Врабче